# Helleborus foetidus
Helleborus foetidus (L., 1753), comunemente noto come elleboro puzzolente, è una pianta appartenente alla famiglia delle Ranunculaceae, originaria di Europa occidentale e Marocco.

## Etimologia
La denominazione del genere Helleborus è stata attribuita dal botanico francese Joseph Pitton de Tournefort (Aix-en-Provence, 5 giugno 1656 – Parigi, 28 dicembre 1708) ed è stata formata (a quanto pare) dall'unione di due parole greche il cui significato finale è: pietanza, nutrimento o cibo mortale. Altre etimologie sembrerebbero far riferimento a un'antica città greca famosa per curare la pazzia con una pianta di questo genere. L'epiteto specifico foetidus fa riferimento all'odore fetido della pianta (ma non per tutte le piante).

Il binomio scientifico attualmente accettato (Helleborus foetidus) è stato proposto da Carl von Linné (1707 –  1778) biologo e scrittore svedese, considerato il padre della moderna classificazione scientifica degli organismi viventi, nella pubblicazione Species Plantarum del 1753.

## Descrizione

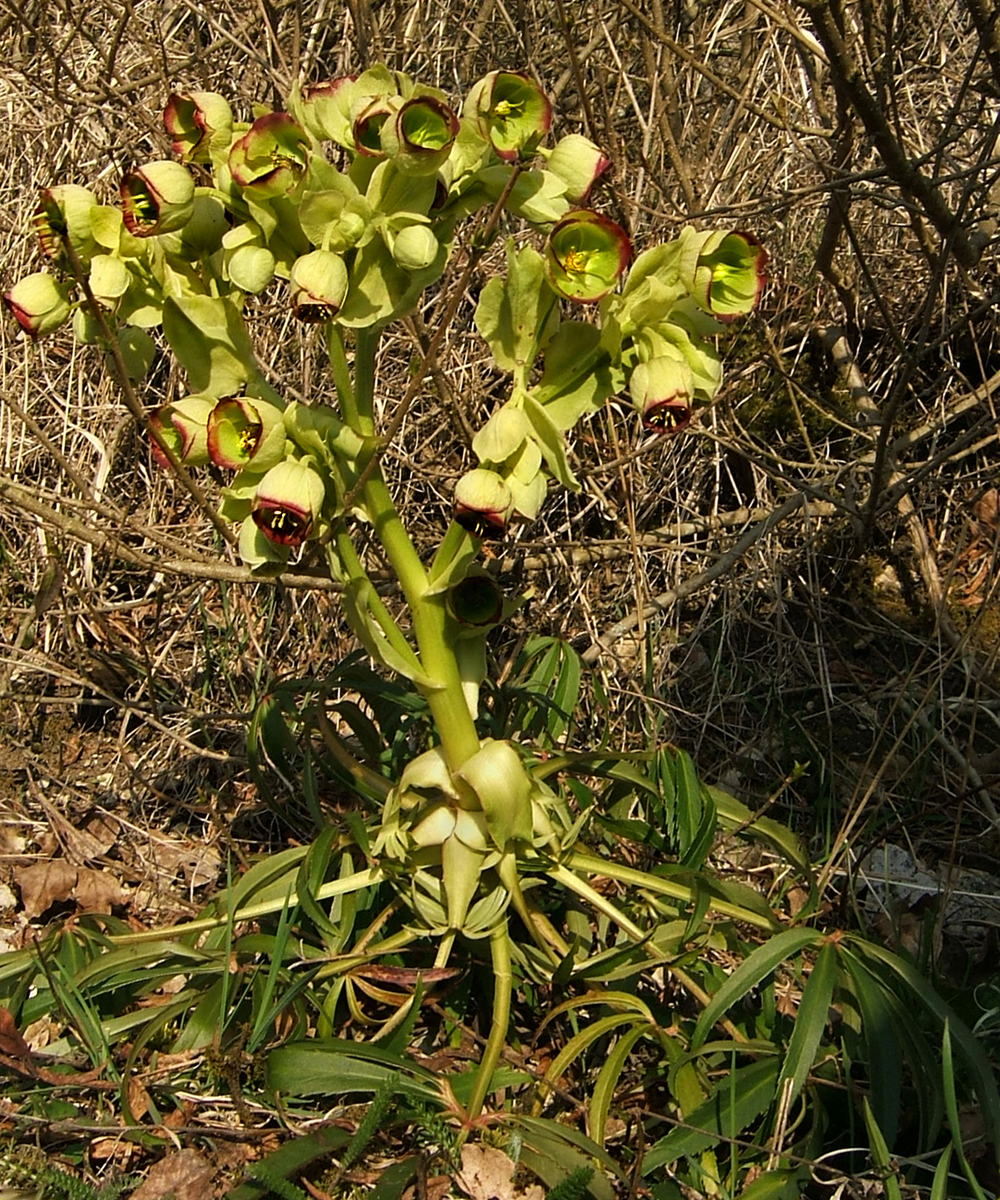
Il portamento

Sono piante erbacee la cui altezza totale varia da 20 a 60 cm (massimo 80 cm) mentre alcuni individui possono raggiungere un diametro di 1 metro. Tutte le parti della pianta sono velenose e contengono glicosidi. I sintomi di intossicazione includono vomito molto violento e delirio. La forma biologica di questa pianta è camefita suffruticosa (Ch suffr), ossia è una pianta perenne e legnosa alla base, con gemme svernanti poste ad un'altezza dal suolo tra i 2 ed i 30 cm; le porzioni erbacee seccano annualmente e rimangono in vita soltanto le parti legnose (e in alcuni casi anche le foglie).

### Radici
L'apparato radicale è di tipo fibroso; le radici sono grosse e scure.

### Fusto
- Parte ipogea: la parte sotterranea è priva del rizoma e può essere considerata assente.
- Parte epigea: la parte aerea del fusto è eretta (nella parte iniziale è strisciante), lignificato alla base e sempreverde. La parte eretta può essere alta 10 – 25 cm. Il fusto è ricoperto da guaine a forma triangolare: sono delle foglie morte.

### Foglie
- Foglie basali: assenti.

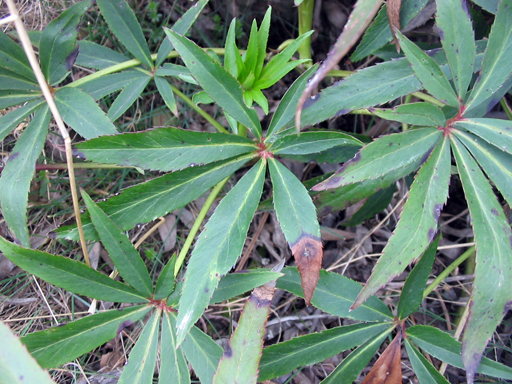
Le foglie

- Foglie cauline: in questo tipo di pianta le foglie sono solo cauline[3] con lamina divisa totalmente in 7 – 11 segmenti (lembo fogliare di tipo palmato-diviso). Di questi, 3 – 4 laterali, sono riuniti indipendentemente con un breve picciolo; mentre quello mediano si presenta singolo e isolato. Il picciolo è lungo 10 – 20 cm. I segmenti hanno una forma lanceolato-lineare; sul bordo sono seghettati. Dimensione dei segmenti: larghezza 1 – 1,6 cm; lunghezza 6 – 17 cm). Larghezza totale della foglia: oltre 30 cm.

### Infiorescenza

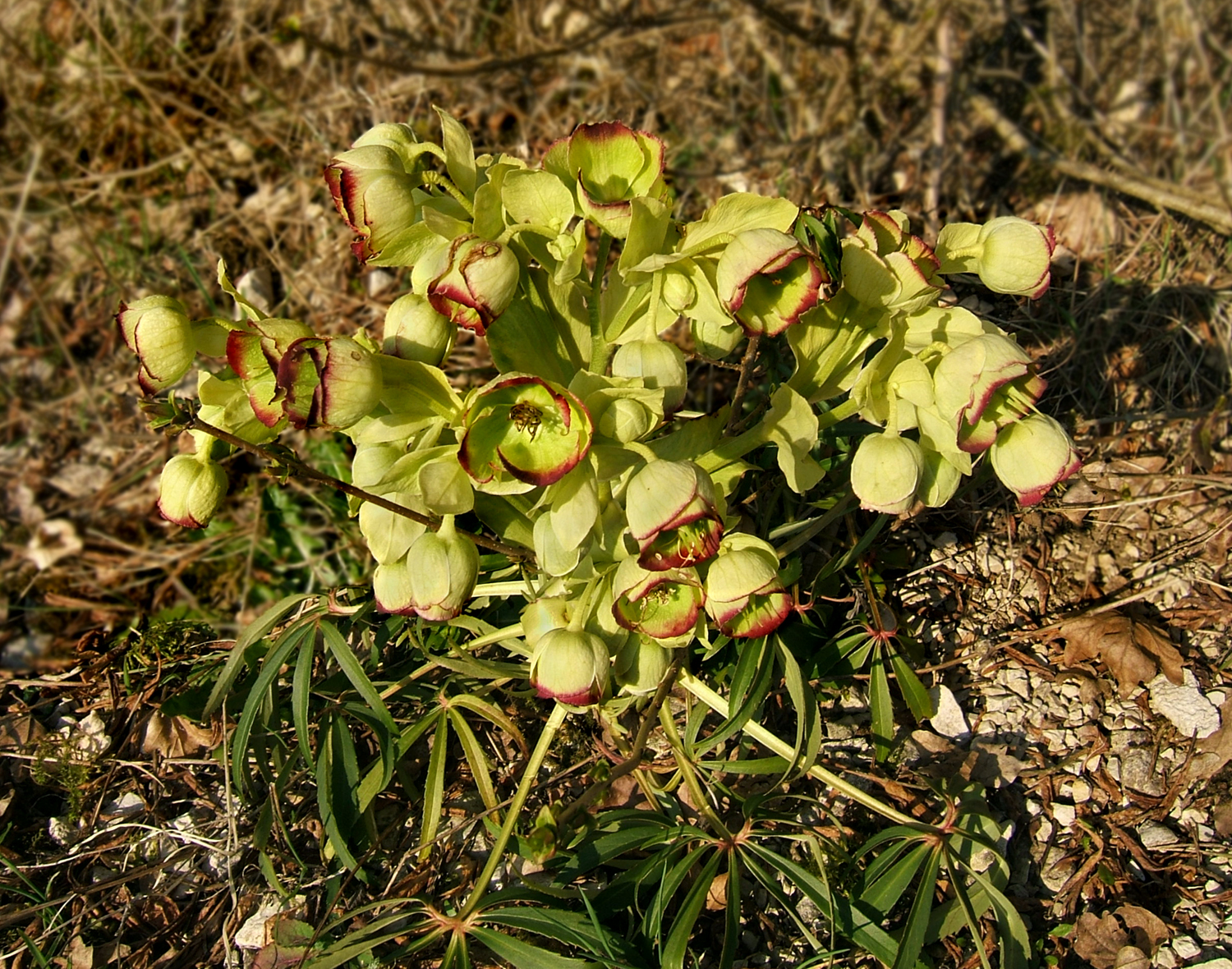
Infiorescenza

L'infiorescenza si compone di 3 – 15 fiori pendenti. Il colore dell'infiorescenza, in genere, è verde chiaro (rispetto alle foglie che sono più scure).

### Fiore

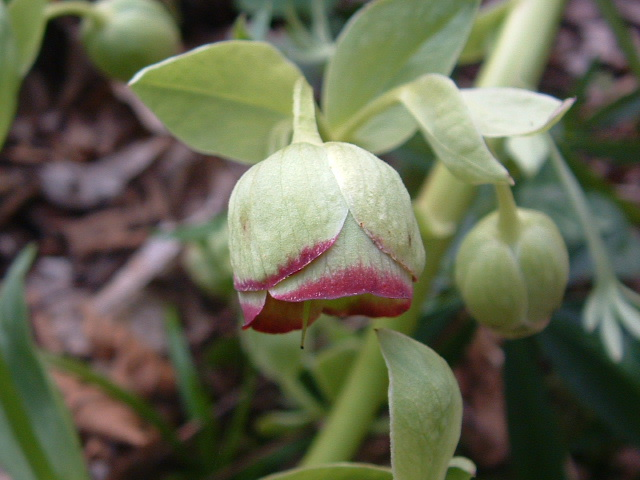
Il fiore

I fiori sono ermafroditi e attinomorfi con verticilli spiralati. Il perianzio ha un solo verticillo (perianzio “aploclamidato”): il calice è di tipo petaloide, mentre la corolla è atrofizzata o molto ridotta. Le strutture rimanenti (androceo e gineceo) sono perlopiù a disposizione spiralata. Questa morfologia degli “ellebori” è probabilmente la forma più arcaica nell'ambito della famiglia delle Ranunculaceae. Il colore dei fiori è verdognolo (con riflessi giallognoli).  Diametro dei fiori: 2 – 3,5 cm
- Formula fiorale:

* K 5, C 5, A molti G 3-7
- Calice: il calice (la parte più in vista del fiore) è composto da cinque grandi sepali conniventi a campanula, a forma obovata o obcuneata di tipo corollino (o petaloide) e quindi possono essere chiamata anche tepali. Sono larghi quanto sono lunghi, la forma è quindi largamente ellittica o sub-rotonda. Il bordo dei sepali è auto-ricoprente con margine violetto-purpureo.  In questa struttura è possibile osservare il passaggio graduale da brattee a sepali[6]. Dimensione dei sepali: larghezza 13 mm; lunghezza 18 mm.
- Corolla: i petali veri e propri (da 8 a 12) sono ridotti a piccoli cornetti tubulari con funzione nettarifera (di origine staminale) provvisti all'apice di un'unghia (sono più corti degli stami, meno della metà). I sepali sono persistenti dopo l'impollinazione e sembra che possano contribuire in modo positivo allo sviluppo successivo dei semi[7]. Sembra inoltre che i nettari contengano del lievito capace di innalzare la temperatura e facendo così evaporare i composti organici volatili capaci di attirate gli insetti impollinatori anche durante i mesi più freddi[8].

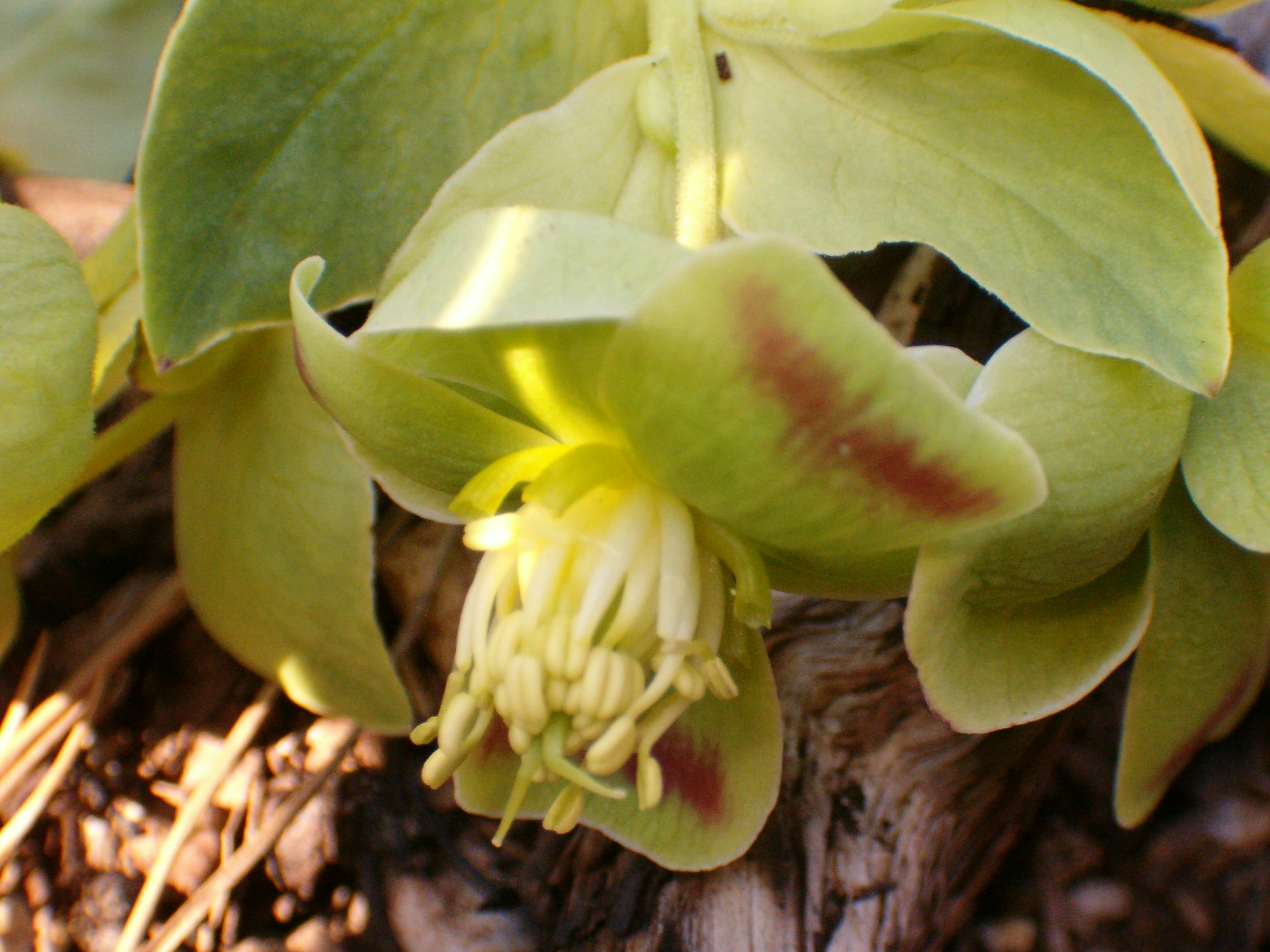
I petali e gli stami

- Androceo: gli stami (a disposizione spiralata) sono molto numerosi (più o meno una cinquantina), bilobi e colorati di giallognolo.
- Gineceo: l'ovario è supero e “apocarpo” (derivato da carpelli indipendenti). I carpelli sono da 3 a 7, sessili e disposti in modo spiralato anche questi, ma indipendenti tra di loro.
- Fioritura: da gennaio a maggio.

### Frutti

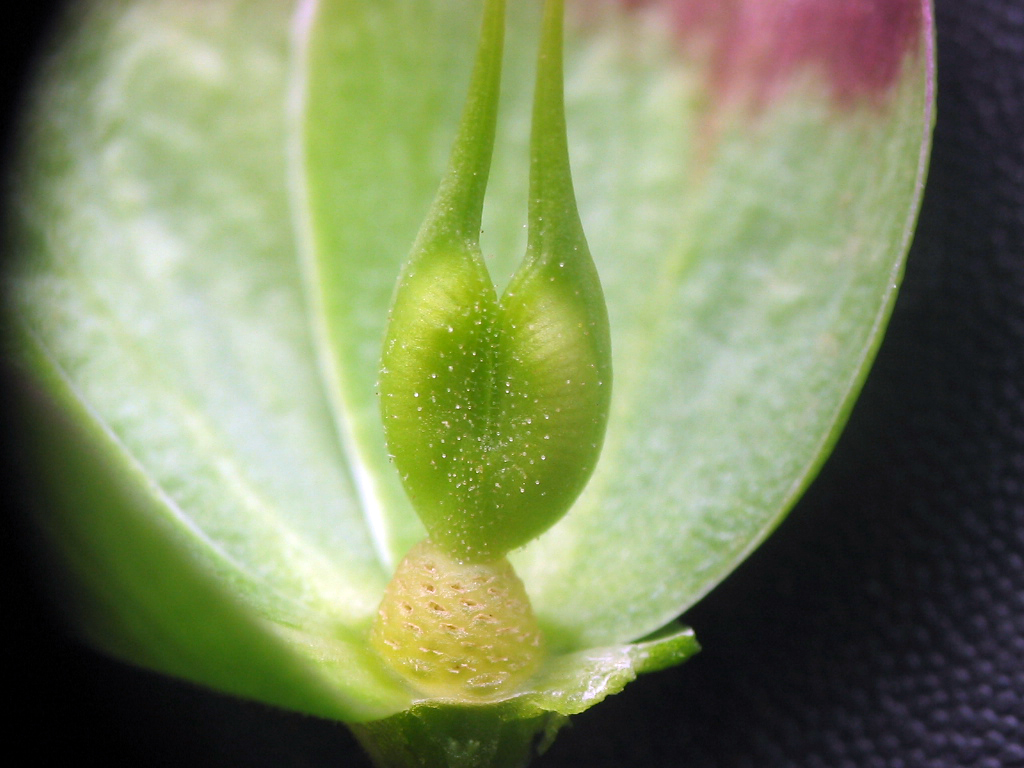
Il frutto

I frutti (due baccelli affiancati contrapposti) sono delle capsule (o follicoli) coriacee (3 – 7) con appendice (un rostro quasi uncinato) contenenti molti semi. La deiscenza è all'apice del follicoli. I semi hanno un colore nero ma brillante. Dimensione dei follicoli: 2,5 – 3 cm.

## Riproduzione
La riproduzione di questa pianta avviene per via sessuata grazie all'impollinazione degli insetti pronubi  in quanto è una pianta provvista di nettare (impollinazione entomogama).

## Distribuzione e habitat

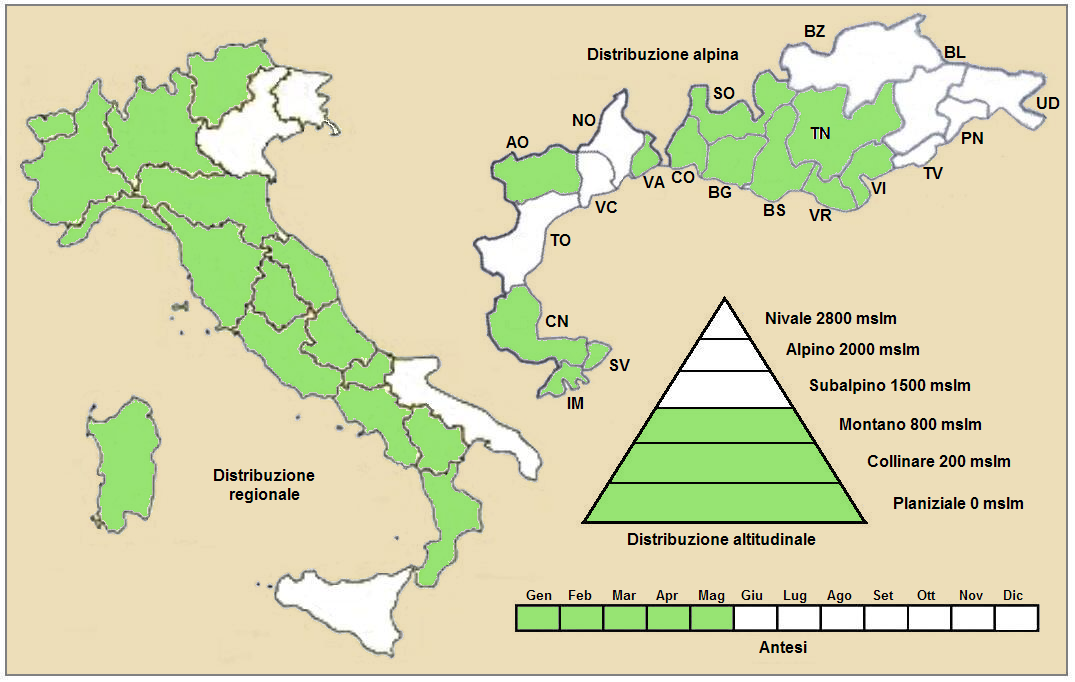
Distribuzione della pianta

- Geoelemento: il tipo corologico (area di origine) è Subatlantico o anche Sud Ovest Europeo.
- Distribuzione: questa pianta è comune su tutto il territorio italiano escluse alcune regioni poste sull'Adriatico (Veneto e Puglia) e la Sicilia. Nelle Alpi si trova nelle seguenti province: CN, AO, VA, SO, CO, BS, BG, TN. Oltreconfine, sempre nell'arco alpino, l'Elleboro puzzolente è presente in Francia (tutti i dipartimenti alpini) e in Svizzera (cantoni di Berna e Vallese). Sugli altri rilievi europei si trova nella Foresta Nera, Vosgi, Massiccio del Giura, Massiccio Centrale e Pirenei.
- Habitat: l'habitat tipico di questa pianta sono i margini dei boschi termofili (querceti sub-mediterranei), o boschi anche a regime ceduo; ma anche zone sassose e cespugliose. Il substrato preferito è sia calcareo che misto (calcareo/siliceo) con pH basico-neutro e terreno a valori medi di nutrizione e leggermente secco.
- Distribuzione altitudinale: sui rilievi queste piante si possono trovare fino a 1000 m s.l.m. (raramente fino a 1800 m s.l.m.); frequentano quindi i seguenti piani vegetazionali: collinare e montano.

### Fitosociologia
Dal punto di vista fitosociologico la specie di questa voce appartiene alla seguente comunità vegetale:
Formazione: delle comunità forestali
Classe: Quercetea pubescentis

## Tassonomia
Il genere degli Ellebori, in Italia, non è molto numeroso (una decina di specie al massimo). Normalmente queste specie vengono divise in due gruppi:
- piante con foglie caduche annuali;
- piante con foglie sempreverdi e coriacee.

Il secondo gruppo a sua volta viene ulteriormente suddiviso in piante con scapi a fiori singoli o piante con scapi fiorali dicotomizzati 2 – 3 volte e quindi con numerosi fiori. È a quest'ultima suddivisione che appartiene l'Elleboro puzzolente.

Il numero cromosomico di Helleborus foetidus è: 2n = 32.

### Sinonimi
Questa entità ha avuto nel tempo diverse nomenclature. L'elenco che segue indica alcuni tra i sinonimi più frequenti:
- Helleboraster foetidus (L.) Moench (1794)
- Helleborus beugesiacus Jordan & Fourr. (1868)
- Helleborus deflexifolius Jordan & Fourr. (1868)

### Specie simili
La specie più simile a H. foetidus è Helleborus viridis. Quest'ultimo si distingue in quanto i fiori sono più grandi e non hanno i margini sfumati di purpureo; inoltre l'infiorescenza è meno copiosa.

## Usi

### Farmacia
Sono considerate piante velenose in quanto contengono “elleborina” e altre sostanze alcaloidi tossiche e velenose (come del resto buona parte delle Ranunculaceae). Se ingerite in quantità possono provocare vomito, diarrea e arresto cardiaco (contengono glicosidi cardiaci). Il veleno può essere assorbito anche attraverso la pelle.

La medicina popolare la usa per ridurre la pressione sanguigna. Le radici sono considerate antielmintiche (eliminano svariati tipi di vermi o elminti parassiti), cardiotoniche (regolano la frequenza cardiaca), catartiche (proprietà generiche di purificazione dell'organismo), diuretiche (facilita il rilascio dell'urina), emetiche (utile in caso di avvelenamento in quanto provoca il vomito), emmenagoghe (regolano il flusso mestruale) e violentemente stupefacenti.

### Giardinaggio
Sono piante di facile coltura; hanno bisogno di un terreno fresco e ben nutrito in posizioni di semi-ombra. Possono essere coltivate anche in vaso. Hanno un certo interesse nel campo della floricoltura in quanto sono stati preparati diversi cultivar:
- Green Giant: dai fiori colorati con fogliame finemente suddiviso;
- Miss Jekyll: i fiori sono profumati con intensità variabile durante la giornata;
- Wester Flisk Group:  le foglie sono colorate di rosso e gli steli sono verde-grigio;
- Sierra Nevada Group: è una pianta nana (non più di 30 cm di altezza).